# لیندن هیلز (مینیاپولیس)
لیندن هیلز (به انگلیسی: Linden Hills) یک منطقهٔ مسکونی در ایالات متحده آمریکا است که در مینیاپولیس واقع شده‌است. لیندن هیلز ۷٬۵۶۴ نفر جمعیت دارد.